# Le Chant de la fleur écarlate
Pour les articles homonymes, voir Chant de la fleur rouge.
Pour plus de détails, voir Fiche technique et Distribution.
Le Chant de la fleur écarlate (Sången om den eldröda blomman) est un film muet suédois réalisé par Mauritz Stiller, sorti en 1919.

## Synopsis
Le jeune Olof Koskela multiplie les conquêtes féminines, dont Annikki. Après une dispute avec son père, il quitte le domicile familial et devient marin. Il tombe amoureux de Kylikki, mais Moiso, le père de celle-ci, rejette Olof, jusqu'au moment où il découvre que M. Koskela Sr. est un riche fermier...

## Fiche technique
- Titre français : Le Chant de la fleur écarlate
- Titres français alternatifs : Le Chant de la fleur rouge ou Dans les remous
- Titre original : Sången om den eldröda blomman
- Réalisateur : Mauritz Stiller
- Scénario : Gustaf Molander et Mauritz Stiller, d'après le roman Chant de la fleur rouge de Johannes Linnankoski
- Directeurs de la photographie : Henrik Jaenzon et Ragnar Westfelt (sv)
- Directeur artistique : Axel Esbensen (sv)
- Décors de plateau : Erik Johansson
- Montage : Tom Bret
- Musique : Armas Järnefelt
- Compagnie de production : Svenska Biografteatern
- Genre : Drame
- Format : muet en noir et blanc - 1 h 40 min
- Date de sortie :
  - Suède : 14 avril 1919

## Distribution
- Lars Hanson : Olof Koskela
- Greta Almroth : Annikki
- Lillebil Ibsen	: Elli, une femme de ménage
- Louise Fahlman : la mère d'Olof
- Axel Hultman : le père d'Olof
- John Ekman : le chef de flotte
- Hjalmar Peters : Moisio, le paysan
- Edith Erastoff : Kyllikki, la fille de Moisio
- Nils Lundell : Inkala, le fiancé de Kyllikki
- Doris Nelson : la prostituée